# 우간다의 로마 가톨릭 교구 목록
우간다의 로마 가톨릭 교구는 4개 관구에 4개 관구장좌 대교구와 15개 일반교구가 있으며 군종교구가 독립교구로 있다

## 교구

### 굴루 관구(Province of Gulu)
- 굴루 관구장좌 대교구( Archdiocese of Gulu)
- 아루아 교구( Diocese of Arua)
- 리라 교구( Diocese of Lira)
- 네비 교구( Diocese of Nebbi)

### 캄팔라 관구(Province of Kampala)
- 캄팔라 관구장좌 대교구( Archdiocese of Kampala)
- 카사나-루웨로 교구( Diocese of Kasana–Luweero)
- 킨다-미티야나 교구( Diocese of Kiyinda–Mityana)
- 루가지 교구( Diocese of Lugazi)
- 마사카 교구( Diocese of Masaka)

### 무바라라 관구( Province of Mbarara)
- 무바라라 관구장좌 대교구( Archdiocese of Mbarara)
- 포르트포르탈 교구(Diocese of Fort Portal)
- 호이마 교구( Diocese of Hoima)
- 카발레 교구( Diocese of Kabale)
- 카세세 교구( Diocese of Kasese)

### 토로로 관구( Province of Tororo)
- 토로로 관구장좌 대교구( Archdiocese of Tororo)
- 지니아 교구( Diocese of Jinja)
- 코티도 교구( Diocese of Kotido)
- 모로토 교구( Diocese of Moroto)
- 소로티 교구( Diocese of Soroti)

### 독립교구
우간다 군종교구(Military Ordinariate of Uganda)